# Пхова
Пхова (тиб. འཕོ་བ་, Вайли pho ba, санскр. संक्रांति, IAST:  saṃkrānti ; санскр. परकायप्रवेश, IAST:  parakāyapraveśa , «смена места», «вход в другое тело») — йогическая практика медитации, используемая последователями Ваджраяны. Главная цель практики пхова состоит в подготовке к переносу сознания в момент смерти через родничок на макушке головы, что обеспечивает его слияние с умом мудрости Будды и перерождение в Сукхавати (Девачене), Западной Чистой стране будды Амитабхи. Пхова может выполняться как для себя, так и для других людей (в том числе для небуддистов), а также для животных. Существует множество видов практики пхова, которые подходят разным людям в зависимости от их подготовки, опыта и индивидуальных способностей. Пхова входит в число шести йог Наропы, однако Наропа обучал не всем разновидностям пховы.

## Общее описание практики пхова
Согласно представлениям тибетского буддизма, путь, через который сознание покидает тело живого существа, определяет место его следующего рождения. Возможны следующие девять путей:
1. через анус — новое рождение будет в мире ада;
2. через половой орган — новое рождение будет в мире животных;
3. через рот — новое рождение будет в мире голодных духов;
4. через нос — новое рождение будет в мирах людей и духов;
5. через пупок — новое рождение будет в мире богов мира желания;
6. через уши — новое рождение будет в мире полубогов;
7. через глаза — новое рождение будет в мире богов мира форм;
8. через верхнюю часть головы (на четыре ширины пальца выше линии роста волос) — новое рождение будет среди богов мира без форм;
9. через самую макушку головы — новое рождение будет в Западной Чистой стране будды Амитабхи, либо в Восточной Чистой стране будды Акшобхьи, либо в небесах Тушита, либо в одном из иных высших миров.

С точки зрения буддизма, овладение практикой пхова даёт возможность переродиться в одном из высших миров и выйти за пределы сансары. С точки зрения медицины, регулярное выполнение пховы приносит уверенность и бесстрашие при приближении собственной смерти, а также помогает облегчить страдания других умирающих.

## Типы пховы
Существуют различные методы и уровни пховы. Самые сложные и эффективные методы должны осуществляться с особой осторожностью и только под непосредственным руководством опытного учителя. В противном случае пхова может закончиться преждевременной смертью практикующего. Упрощёнными практиками пхова может заниматься любой. Чрезвычайно важно сделать эти практики привычными и естественными, поскольку при внезапной смерти времени для обучения им уже не будет. Помимо подготовки к смерти, пхова в некоторых обстоятельствах способствует исцелению от болезней.
Чоки Нима Ринпоче выделяет пять типов пховы.
1. Дхармакая-пхова характеризуется отсутствием концепции «себя» как кого-то, кто куда-то переносится, и места, в которое это «я» переносится. Для величайших мастеров Дзогчен и Махамудры слово «пхова» на самом деле уже неприменимо.
2. Самбхогакая-пхова практикуется, когда человек становится мастером по визуализации себя как божества. Во время смерти он просто манифестирует себя как божество и достигает самбхогакайи.
3. Нирманакая-пхова предполагает сохранение концепции себя как путешественника, направляющегося в Чистую Землю. Главное в нирманакая-пхова — иметь полное доверие к своему учителю и сострадание ко всем существам. Затем человек сосредоточивается на слоге-семени, который выстреливается вверх по центральному каналу. Для успешного выполнения этой практики не обязательно обладать высоким уровнем духовного развития. Необходимы только вера, сострадание и способность визуализировать слог-семя.
4. Четвёртый тип пхова аналогичен практике гуру-йоги. В этой пхова вместо визуализации божества или Будды Амитабхи, Ваджрасаттвы или Гуру Ринпоче практикующий представляет своего коренного гуру у себя на темени головы.
5. Кхачо-пхова выполняется, когда человек достиг стабильности в йоге сна, в вызывании видений во сне.

## Медицинские исследования пховы
Японский учёный, доктор Хироси Мотояма, изучал психофизиологическое действие пховы.  У практикующих пхову были точно зарегистрированы физиологические изменения нервной системы, метаболизма и системы акупунктурных меридианов. Хироси Мотояма обнаружил на электроэнцефалограмме, что волны биотоков мозга при практике пхова коренным образом отличаются от тех, что наблюдаются у йогов, занимающихся другими видами медитации. Исследования показали, что при пхове происходит стимуляция определённой части мозга — гипоталамуса, а также наблюдается остановка обычной мыслительной деятельности.
Субъективные признаки успешной практики пхова состоят в появлении зуда на макушке, головных болей, появлении прозрачной жидкости, набухании или размягчении тканей вокруг области родничка. Самым надёжным признаком успеха служит появление на макушке головы маленького отверстия, в которое традиционно вставляется кончик травинки куша для проверки того, насколько успешной была практика.